# Якинэль
Якинэль (Якинилу; финик. Yakin-el) — царь Библа в XVIII веке до н. э.

## Биография
Якинэль, имя которого имеет аморейское происхождение, принадлежал к династии правителей Библа, основанной Абишему I. Преемственность её представителей после царя Ипшемуаби I точно не известна. Она устанавливается только на соотнесении правлений того или иного монарха с правлениями египетских фараонов, артефакты с именами которых находят в царских захоронениях. Так, в результате археологических находок установлено, что Якинэль был современником фараона Схотепибры. На этих основаниях одна часть историков считает Якинэля преемником Ипшемуаби I, другая — Абишему II. Первые исследователи датируют правление Якинэля первой половиной XVIII века до н. э. (иногда более точно: между 1780 и 1765 годом до н. э.), вторые — серединой того же века. Преемником же Якинэля на библском престоле все историки считают его сына Интенэля.